# Porte mozarabe (Coimbra)
La Porta moçárabe (Porte mozarabe en français) à Coimbra, une ville portugaise sur le fleuve Mondego, a probablement été construite au XIIe siècle. 
L'ancienne porte de ville du quartier Sé Nova, faisant partie de la vieille ville historique, est un monument culturel protégé. Le Museu Nacional Machado de Castro se trouve juste à côté.